# Pola Nowakowska
Pola Nowakowska (ur. 30 stycznia 1996 w Bydgoszczy) – polska siatkarka, młodzieżowa reprezentantka kraju, grająca na pozycji przyjmującej i libero.
Jest młodszą siostrą siatkarza Jana Nowakowskiego.

## Sukcesy klubowe

### młodzieżowe
Międzywojewódzkie Mistrzostwa Młodziczek o Puchar Prezesa PZPS:
- 2011

Mistrzostwa Polski Kadetek:
- 2012
- 2013

Mistrzostwa Polski Juniorek:
- 2015

Ogólnopolska Olimpiada Młodzieży w Sportach Letnich:
- 2012

Mistrzostwa Polski U-23:
- 2017

### seniorskie
Superpuchar Polski:
- 2019

Puchar Polski:
- 2020

Liga polska:
- 2020

Liga włoska:
- 2024[6]

## Sukcesy reprezentacyjne
Mistrzostwa Europy Wschodniej EEVZA:
- 2012

Mistrzostwa Europy Kadetek:
- 2013

Mistrzostwa Europy Wschodniej EEVZA Juniorek:
- 2013

Letnia Uniwersjada:
- 2021[7]

## Nagrody indywidualne
- 2012: MVP turnieju finałowego Mistrzostw Polski Kadetek
- 2013: Najlepsza przyjmująca Mistrzostw Europy Kadetek
- 2013: Najlepsza broniąca turnieju finałowego Mistrzostw Polski Kadetek
- 2017: Najlepsza przyjmująca turnieju finałowego Mistrzostw Polski U-23